# كريس كاهيل
كريستوفر بروس كاهيل (بالإنجليزية: Christopher Bruce Cahill) (مواليد 25 ديسمبر 1984م في سيدني) لاعب كرة قدم ساموي دولي معتزل كان يجيد اللعب في خط الوسط. سبق أن لعب لصالح نادي سانت جورج سينتس الأسترالي منذ 2006م. كريس هو الأخ الأصغر للاعب الأسترالي الدولي تيم كاهيل وتنحدر أصولهم من عائلة بريطانية مهاجرة. كريس وتيم مسيحيين متدينين.[بحاجة لمصدر]

## روابط خارجية
- كريس كاهيل على موقع الاتحاد الدولي (مؤرشف)  (الإنجليزية)
- كريس كاهيل على موقع قاعدة بيانات كرة القدم.إي يو (الإنجليزية)
- كريس كاهيل على موقع ناشيونال فوتبول تيمز (الإنجليزية)